# Стандарт TCO

Маркировка соответствия стандарту

TCO — группа стандартов добровольной сертификации на эргономичность и безопасность электронного оборудования (прежде всего компьютерного), разработанных комитетом TCO Development, который является частью Шведской конфедерации профессиональных сотрудников (Центрального объединения служащих).

## История
Предложения о создании стандартов сертификации эргономичности дисплеев были высказаны на съезде Шведской конфедерации профессиональных сотрудников в 1982 году членами аффилированного с конфедерацией Союза государственных служащих. Первый стандарт TCO был введен в 1992 году, что делает TCO одной из старейших систем сертификации электроники. Ввод в действие стандарта TCO также примечателен тем, что он был разработан негосударственной организацией, в данном случае профсоюзом, а не государственными органами, что показывает степень влияния шведских профсоюзных организаций на государство.

## Перечень стандартов
Стандарты нумеруются по годам и на текущий момент включают TCO’92, TCO’95, TCO’99, TCO’01, TCO’03, TCO’04, TCO’05, TCO’06 и TCO’07. Первый стандарт описывал только требования к дисплеям, последующие относятся также к мобильным телефонам, офисному оборудованию, системным блокам персональных компьютеров, ноутбукам и головным гарнитурам для телефонов.
| Стандарт | Предназначение                                                                                         | Описание |
| -------- | --- | --- |
| TCO'92   | | |
| TCO'95   | | |
| TCO'99   | | |
| TCO'01   | | |
| TCO'03   | Стандарт TCO на эргономику, экологию и безопасность электроннолучевых и жидкокристаллических дисплеев. | Регламентирует документацию, визуальную эргономику дисплея и эргономику рабочего места, электромагнитные излучения, акустический шум, электробезопасность, экологичность материалов, экономию электроэнергии. |
| TCO'04   | | |
| TCO'06   | | Расширяет мультимедийные дисплеи TCO'03 FPD версии 3.0, включает плоскопанельные телевизоры или мультифункциональные дисплеи для использования мониторинга и отрисовки изображений. Дисплей, предназначенный для офисного использования, должен быть сертифицирован как Дисплей TCO'03 и мультифункциональный дисплей может быть сертицирован как TCO'03 и TCO'06 медиадисплей. |
| TCO'5.1  | | Стандарт TCO’5.1 включает изменения от 18 мая 2010 года к стандарту TCO’5.0, введённому 1 октября 2009 года. |